# Демократическая перемена (Сальвадор)
«Демократическая перемена» (исп. Cambio Democrático) — левоцентристская политическая партия в Сальвадоре. Придерживается социально-христианской и социал-демократической ориентации, позиционирует себя как «демократических левых».

## История
Считающая себя преемницей нескольких умеренных левых партий прошлого, политическая сила была образована бывшими членами Христианско-демократической партии (ХДП), Фронта национального освобождения имени Фарабундо Марти (ФНОФМ) и Объединённого демократического центра, в свою очередь восходящего к Революционно-демократическому фронту (1980—1988) периода гражданской войны, преобразованному в партию «Демократическая конвергенция».
На первых своих парламентских выборах 12 марта 2006 года партия набрала 3,1 % голосов избирателей и 2 из 84 мест.
На парламентских выборах 18 января 2009 года у партии было 2,1 % голосов и 1 место. Она сохранила тот же результат на парламентских выборах 11 марта 2012 года, но потеряла своё единственное депутатское кресло в парламенте по итогам выборов 1 марта 2015 года.
На выборах 4 марта 2018 года от «Демократической перемены» был избран 1 депутат, ещё 3 прошли от коалиции этой партии с ФНОФМ. Её представители также управляют муниципалитетами Акахутла и Сан-Антонио-дель-Монте в департаменте Сонсонате и входят в коалиционные правительства в муниципалитетах Кускатансио, Сан-Мартин и Нехапа департамента Сан-Сальвадор и Санта-Текла из департамента Ла-Либертад.
10 июля 2018 года Конституционная палата Сальвадора постановила отозвать регистрацию у партии, поскольку та на выборах 2015 года не собрала необходимого минимума голосов для её продления (хотя собрала на выборах того же 2018 года). Контролируемый партией АРЕНА Верховный избирательный трибунал Сальвадора 25 июля 2018 года голосами 4 из 5 магистратов принял решение о роспуске партии.
Поддерживает президента Букеле.